# Carbonate de calcium
Le carbonate de calcium (CaCO3) est composé d'ions carbonate (CO32−) et d'ions calcium (Ca2+). Cette substance blanche a une masse molaire de 100,1 g/mol.
Le carbonate de calcium est le composant majeur des calcaires comme la craie, mais également du marbre. C'est aussi le constituant principal des coquilles d'animaux marins, du corail et des escargots, ainsi que des coquilles d'œufs des amniotes.
Ca2+ + CO32− ⇌ CaCO3.
Le carbonate de calcium cristallise naturellement avec deux formes cristallines principales : l'aragonite et la calcite. Les deux autres formes cristallines sont plus rares : la vatérite et un hexahydrate, forme intermédiaire peu stable qui évolue vers la calcite. Il peut se présenter, dans les processus de cristallisation, sous forme de colloïde contenant de fins cristaux des formes plus stables.
L'ion bicarbonate HCO3−, également appelé hydrogénocarbonate, est à la base de la formation du carbonate de calcium CaCO3 qui est faiblement soluble dans l'eau et est le constituant principal du calcaire (le calcaire minéral à l'état non pulvérulent est non soluble, le calcaire à l'état pulvérulent (de 2 à 20 μm) est faiblement soluble) :
Ca2+ + 2 HCO3− ⇌ CaCO3 + H2CO3.
En milieu acide, en revanche, le carbonate de calcium se convertit en bicarbonate de calcium Ca(HCO3)2, très soluble dans l'eau. Cette transformation se fait en milieu naturel à partir du gaz carbonique CO2 plus ou moins dissous dans l'eau H2O, suivant la pression partielle en CO2 et la température, qui forme de l'acide carbonique H2CO3. Dans ces conditions, les carbonates sont exposés au double équilibre réversible :
CO2 (gaz) + H2O  ⇌  H2CO3 (soluble)
CaCO3 (insoluble) + H2CO3 (soluble) ⇌ Ca(HCO3)2 (soluble)
Une présence de dioxyde de carbone dans l'eau entraîne donc une dissolution des carbonates ; mais la quantité de carbonate dissoute dépend de la dissolution du gaz carbonique, et donc de son équilibre avec l'atmosphère. Inversement, une restitution du dioxyde de carbone (induite par des changements de température ou de pression, ou par la présence de micro-algues) inverse la réaction et fait précipiter les carbonates.
C'est donc formellement un sel, d'une base faible (Ca(OH)2, pKa = 12,6) et d'un acide faible (H2CO3, pKa = 6,35), capable de réagir avec les acides forts pour donner des sels de calcium, de l'eau et du dioxyde de carbone, qui est à la pression atmosphérique et à température ambiante, gazeux et volatil :
CaCO3 + 2 HCl → CO2↗ + H2O + CaCl2 ;
CaCO3 + 2 RCOOH → CO2↗ + H2O + Ca(RCOO)2.
À partir de 800 °C survient une réaction de décomposition fortement endothermique :
CaCO3 → CaO + CO2.
CaO est la chaux vive, qui fait l'objet d'une très grande industrie, la deuxième après le raffinage du pétrole en termes de quantités et de tonnes de CO2 produites, soit 800 kg de Gaz à Effet de Serre (GES) pour une tonne de ciment, représentant 5 % des émissions de GES au niveau mondial. C’est d'ailleurs pour cette réaction que le carbonate de calcium porte, dans certaines industries, le nom de carbonate de chaux, qui était l'ancien nom avant que le calcium ne soit isolé.

## Chimie de l'état naturel
Le carbonate de calcium est très faiblement soluble dans l’eau pure (de l'ordre de 15 à 20 mg L−1 à 25 °C), mais soluble dans l’eau chargée de dioxyde de carbone. Or la solubilité des gaz dans l’eau augmente avec la pression (donc avec la hauteur de la colonne d'eau) et, contrairement à celle de la plupart des solides, diminue lorsque la température augmente. Ceci explique certains phénomènes naturels :
- par exemple, le carbonate de calcium se dépose sous forme de tartre dans les chaudières, les machines à laver, et sur le fond des bouilloires. Il se dépose aussi à la sortie des robinets, où la pression diminue brusquement ;
- certaines sources, appelées pétrifiantes, aux eaux très riches en dioxyde de carbone, contiennent une très grande quantité de carbonate de calcium. En arrivant à l’air libre, elles perdent leur dioxyde de carbone et déposent en partie le carbonate dissous. Des objets exposés quelques jours à l’action de ces eaux se trouvent incrustés dans une couche de calcite ;
- un phénomène analogue explique les concrétions des grottes. L’eau, chargée de dioxyde de carbone, dissout le calcaire des roches qu’elle traverse et, en arrivant au contact de l’air, plus chaud, des cavités, elle dépose la calcite transportée. Celle-ci s’accumule en stalactites aux endroits où l’eau se détache du plafond ou en stalagmites aux endroits où les gouttes d’eau tombent sur le sol.

La biochimie de la sécrétion de leur coquille par les mollusques, et de la formation du squelette chez les animaux, n'est pas encore totalement comprise. Mais il est probable que la teneur des gaz en dissolution joue un rôle primordial.

## Recherche du carbonate de calcium sur Mars
Le carbonate de calcium fait partie des minerais cherchés sur Mars.
La sonde américaine Phoenix Mars Lander en a détecté grâce à ses instruments TEGA et MECA le 29 septembre 2008.
Cette substance est un indice sur la présence passée d'eau sous forme liquide (le carbonate se formant en sa présence sur Terre) formant un environnement peu acide (celui-ci étant sinon dégradé), environnement dans lequel la vie pourrait se développer.

## Autre nomenclature
En Belgique, en pharmacie le carbonate de calcium s'appelle carbonate calcique.